# Comuna Muhivți, Nemîriv
Muhivți (în ucraineană Мухівці) este o comună în raionul Nemîriv, regiunea Vinnița, Ucraina, formată din satele Mala Bușînka, Muhivți (reședința) și Șoludkî.

## Demografie
Componența lingvistică a satului Muhivți
     Ucraineană (98,14%)
     Rusă (1,65%)
     Alte limbi (0,15%)
Conform recensământului din 2001, majoritatea populației satului Muhivți era vorbitoare de ucraineană (98,14%), existând în minoritate și vorbitori de rusă (1,65%).